# Papaikou
Papaikou é uma Região censo-designada localizada no estado americano de Havaí, no Condado de Havaí.

## Demografia
Segundo o censo americano de 2000, a sua população era de 1414 habitantes.

## Geografia
De acordo com o United States Census Bureau tem uma área de
5,3 km², dos quais 3,8 km² cobertos por terra e 1,5 km² cobertos por água. Papaikou localiza-se a aproximadamente 172 m acima do nível do mar.

## Localidades na vizinhança
O diagrama seguinte representa as localidades num raio de 20 km ao redor de Papaikou.